# Palazzo di Città (Potenza)
Il Palazzo di Città è un edificio di Potenza, che affaccia su piazza Giacomo Matteotti. Il palazzo ospita l'amministrazione comunale e la sua costruzione originale risalirebbe all'epoca angioina. Come quasi tutti gli edifici storici di Potenza anch'esso è stato più volte restaurato e ricostruito in seguito ai molti terremoti che hanno colpito la zona. L'elemento artistico di rilievo è una facciata del 1882, con un arco a tutto sesto situato tra due grandi finestre e una grande balconata.

## Struttura
Ad oggi palazzo del Comune, il piano inferiore è costituito da un arco a tutto sesto, nei due piani superiori vi sono invece delle balconate.

## Storia
Dopo il terremoto del 1826, la costruzione medievale in precedenza occupata dal Sedile fu ristrutturata. Nel 1882 nacque la costruzione attuale dove si trova il Palazzo di Città, mantenendo un aspetto storico grazie ad un balcone in pietra presente al piano centrale. Tra il 1905 ed il 1980 vi fu inoltre un'ala aggiuntiva ad utilizzo scolastico.